# 天神之森停留場
天神之森停留場（日语：／ Tenjinnomori teiryūjō */?）是一個位於日本大阪府大阪市西成區天神之森二丁目，屬於阪堺電氣軌道阪堺線的停留場。車站編號為HN58。

### 車站構造
夾著平交道2面2線的地面車站。

## 相鄰停留場
阪堺電氣軌道
■阪堺線
聖天坂（HN57）－天神之森（HN58）－東玉出（HN59）